# Non Believer
Non Believer is een nummer van de Britse band London Grammar uit 2017. Het is vijfde single van hun tweede studioalbum Truth Is a Beautiful Thing.
Zoals veel nummers van London Grammar kent "Non Believer" een dromerig en mysterieus geluid. De plaat wist in thuisland het Verenigd Koninkrijk geen hitlijsten te bereiken, wel werd het in Vlaanderen een bescheiden succes. Het nummer bereikte de 17e positie in de Vlaamse Tipparade.